# 프리드리히 빌헬름 1세 (프로이센)
프리드리히 빌헬름 1세(독일어: Friedrich Wilhelm I, 1688년 8월 15일 ~ 1740년 5월 31일)는 제2대 프로이센의 국왕 (1713년 ~ 1740년)이었다.  그는 프로이센의 초대 국왕인 브란덴부르크의 프리드리히 3세의 아들이었다.  그가 왕위를 물려받았을 때 그의 왕국은 재정적으로 고갈되었다.  군대의 상태는 비참했고 상황을 고치는 데 자신의 부친에 의하여 남겨진 의지가 없었다.  그럼에 불구하고 자신의 군림의 말기에 그는 유능하고 잘 갖추어진 병사들과 함께 강한 군대를 가졌다.  그는 그때까지 국고의 상태마저 회복하였다.  하지만 프리드리히 빌헬름 자신은 왕국에서 이 엄청난 변화와 개발을 일으키는 데 가난한 인물처럼 살았다.  그는 자신의 국민들을 위하여 열심히 일했고, 전체 20년의 세월 안에 비약적으로 경제와 군사 성장에 도움을 주는 데  공무원의 규제, 구획 제도의 소개와 새로운 세금 제도 같은 다양한 변화와 개혁들을 소개하였다.  하지만 그의 거칠고 폭력적인 성격은 그의 가족과 국민들을 격퇴하였다. 그는 결국적으로 통풍을 발병시켜 51세의 나이로 사망하였다.

## 어린 시절
베를린에서 브란덴부르크의 프리드리히 3세와 하노버의 조피 샤를로테에게 태어났다.  그는 자신의 조부 대선제후 브란덴부르크 선제후 프리드리히 빌헬름의 사망 몇달 후에 태어났다고 한다.
자신의 초기 세월 동안 그는 프리드리히의 이상하고 충동적인 행동에 의하여 종종 겁에 질렸던 위그노 가정 교사 마르테 드 루쿨에 의하여 자라왔다.  훗날의 국왕은 한번 은 구두 죔쇠를 삼키고 뱉는 데 거부하였다.
다른 경우에 그는 만약 자신의 가정 교사가 그의 길을 가도록 두지 않았다면 자신이 3층 건물에서 뛰어내릴 것에 그녀를 위협하였다.
하지만 그는 자신이 교련하고 싶었던 생도들의 일단을 형성하는 데 돈을 모으는 것을 즐겼다.  그의 모친도 그에게 잘해주었고 뭐든 하던지 전혀 그를 멈추지 않았다.
프리드리히 빌헬름의 부친 프리드리히 1세는 프로이센의 초대 국왕이었고 비록 그가 역사에서 중요한 인물이 아니었어도 그는 아들을 유능한 통치자로 만들었다.

## 초기 경력
1713년 왕위에 오르기 전에 국왕은 부친의 귀중품들의 대부분을 팔았다.  그는 개인적인 사용을 위하여 부친의 국고를 이용하는 데 원하지 않았다.
그는 국왕의 전형적인 호화로운 생활에 참가하지 않았다.  대신 그는 금욕적인 삶을 살았고, 자신의 집을 궁전 안에 구석으로 옮겨 궁전의 나머지를 행정과 군사적 이용을 위하여 활용하였다.
그는 정원을 열병장으로, 궁전의 방들을 회의장으로 바꾸었다.
그는 스페인 왕위 계승 전쟁 (1701년 ~ 1714년)의 한 가운데 왕위에 올랐다.  이 일은 상황을 위험하게 만들었던 당시 전체의 유럽에 진행 중인 전쟁과 협상들 때문에 그의 승천을 꽤 어렵게 만들었다.  하지만 그의 엄청난 작업 능력은 그가 30,000명 이상의 군인들로 이루어진 강한 군대를 건설하는 도움을 주었다.  그럼에 불구하고 군대는 시초적으로 훈련이 덜 되었다.
하지만 군인 훈련에 그의 일관성은 그의 군대를 80,00명 이상의 숙련되고 잘 갖추어진 남성들로 구성된 강한 군단으로 바꾸었다.

## 군림
젊은 국왕은 자신의 왕국의 재정적과 군사적 상태를 향상시키는 데 왕실 비용을 지속적으로 절감하였다.  그는 지속적으로 검소하게 살았고, 자신의 내각에 의하여 소개된 세금들을 냈다.
하지만 그는 자신의 여가 시간에 사냥을 하고 맥주를 마시는 것을 즐겼다.  그는 또한 농사, 국고의 엄격한 관리, 습지의 개간, 미래를 위하여 곡물의 저장, 학교와 병원들의 설립과 연간 세금의 이행을 장려하였다.
프로이센에서 모든 공무원에게 명확한 임무를 설정하기 위해 그는 "공무원 규정 교범"을 유지하고 지시하였다.  교범은 모든 직원이 따라야 할 297개의 단락들과 함께 35장을 가졌다.
만약 장관이 위원회 회의에 참석하는 데 실패한다면 그는 6개월 동안 자신의 급여를 잃을 것이었다.  교범에는 많은 다른 규칙들이 있었다.  예를 들어 누구나 만약 한번 이상 회의들로부터 결석으로 남아있다면 그는 왕실에서 해임될 것이었다.
전체의 장관들은 자신들에 의하여 자신들의 보고서들을 쓰고 국왕에게 바치는 데 지시되었다.  프리드리히는 전체의 보고서와 제출물들에 마지막 말이 있었다.
그러므로 프리드리히는 얼마간 개인 정부를 소유하였다.  1715년 그는 잠시 스웨덴에 대항하는 대북방 전쟁에 가입하였다.  그는 전쟁에서 러시아의 표트르 대제를 지지하였다.  전쟁에 가입한 결과로서 그는 발트해 연안을 포함했던 스웨덴령 포메라니아의 작은 부분을 얻었다.  하지만 그는 전쟁에서 자신의 군대의 좋은 부분을 잃었다.
1723년 그는 모든 돈 요청을 초대하고 승인한 "일반 금융 이사회"를 소개하였다.  이 관행에 따라 봉건 부과금은 귀족들과 소작농에 의하여 소유된 대지들에 세금의 효율적인 징수에 의하여 대체되었다.   그것은 또한 고급 식품 뿐만 아니라 주식 제품들에 소비세를 부과하는 것을 연루하였다.  세금 징수에서 이 변화는 국가의 연간 수입이 250 퍼센트에 의하여 오르는 도움을 주었다.
1732년 그는 잘츠부르크의 개신교도들이 동프로이센에 집을 만드는 데 그들을 초청하였다.  동프로이센은 1709년의 흑사병으로 그 인구의 대부분을 잃었다.  대략 20,000명의 개신교도들이 프로이센의 위원들의 동행에 독일로 이주하였다.
1733년 그는 각 구획의 소작농과 노동자들이 자신들의 해당 연대 아래 군대에 의하여 모집되는 데 허용한 구획 제도를 소개하였다.  이 일은 국왕의 군림 말기에 그가 자신의 군대를 2배로 하는 도움을 주었다.
1730년의 하반기까지 프리드리히는 완비되고 강한 군대와 완전한 재정을 가졌다.  하지만 국왕의 성질과 종종 용서하지 않는 성격은 전체에 의하여 싫어졌다.  그는 종종 육체적으로 자신의 시종들과 어떤 경우에 자신의 자녀들을 때렸다고 한다.

## 가족, 개인 생활과 유산
1706년 11월 28일 프리드리히는 자신의 첫번째 사촌이자 영국의 국왕 조지 1세와 첼레의 조피 도로테아의 딸 하노버의 조피 도로테아에게 결혼하였다.  그는 자신의 부인을 사랑했으나 그의 성격은 조피가 그를 다루는 데 어려운 것으로 찾으면서 그들의 관계를 위하여 문제가 되었다.
일시에 그녀는 그를 미워하기 시작했으며 대부분 또한 "프리츠"로 알려진 그들의 장남 프리드리히와 그의 행동 때문이었다.  그들은 14명의 자녀를 두었다.
프리드리히와 그의 관계는 그가 그들의 성격에 대단한 차이를 그가 그것을 알아차린 후 영향을 받았다.  그는 자신의 군사 훈련에 전념했던 동안 그의 아들이 개신교도가 되고 단순한 인생을 이끄는 것을 원했다.
그는 종종 자신의 부친에 의하여 매를 맞고 그의 가정 교사 한스 헤르만 폰 카테와 국가를 탈출하려는 시도를 했던 동안 투옥마저 되었다.  카테는 군대에 의하여 체포된 후 참수되었다.
1740년 5월 31일 프리드리히 빌헬름 1세는 51세의 나이로 사망하였다.  그의 최종 세월에 부자 2인조는 크게 화해했다.
출처들은 그의 폭력적인 성격과 끊임없는 기질 문제들은 아마 결국적으로 통풍을 일으켰던 반암을 일으켰을 것이다.  이 일은 그의 사망의 원인이 되었다.

## 자녀
| 사진 | 이름                                              | 생일             | 사망                    | 기타                                                           |
| ---- | ------------------------------------------------- | ---------------- | ----------------------- | -------------------------------------------------------------- |
|      | 프리드리히 루트비히                               | 1707년 11월 23일 | 1708년 5월 13일(6개월)  | 머리에 상처가 감염되어 요절.                                   |
|      | 브란덴부르크바이로이트 후작 부인 빌헬미네         | 1709년 7월 3일   | 1758년 10월 14일(49세)  | 브란덴부르크바이로이트 후작 프리드리히와 결혼, 1녀             |
|      | 프리드리히 빌헬름                                 | 1710년 8월 16일  | 1711년 7월 21일(11개월) | 쇼크로 요절.                                                   |
|      | 프리드리히                                        | 1712년 1월 24일  | 1786년 8월 17일(74세)   | 왕위 계승, 자녀 없음.                                          |
|      | 샤를로테 알베르틴                                 | 1713년 5월 5일   | 1714년 6월 10일(1세)    | 요절                                                           |
|      | 프레데리케 루이제                                 | 1714년 9월 28일  | 1784년 2월 4일(69세)    | 브란덴부르크안스바흐 후작 카를 빌헬름과 결혼, 2남              |
|      | 브라운슈바이크볼펜뷔텔 공작부인 필리피네 샤를로테 | 1716년 3월 13일  | 1801년 2월 17일(84세)   | 브라운슈바이크볼펜뷔텔 공작 카를 1세와 결혼, 5남 4녀           |
|      | 루트비히 카를 빌헬름                              | 1717년 5월 2일   | 1719년 8월 31일         | 요절                                                           |
|      | 소피아 도로테아                                   | 1719년 1월 25일  | 1765년 11월 13일(46세)  | 브란덴부르크슈베트 후작 프리드리히 빌헬름과 결혼, 2남 3녀      |
|      | 로비사 울리카                                     | 1720년 7월 24일  | 1782년 7월 2일(61세)    | 스웨덴 아돌프 프레드리크와 결혼, 4남 1녀                       |
|      | 프로이센의 아우구스트 빌헬름                      | 1722년 8월 9일   | 1758년 6월 12일(35세)   | 3남 1녀(이 중 장남은 후일 프리드리히 빌헬름 2세)               |
|      | 크베들린부르크 수녀원장 안나 아말리아             | 1723년 11월 9일  | 1787년 3월 30일(53세)   | 수녀원장, 미혼                                                 |
|      | 프로이센의 하인리히                               | 1726년 1월 18일  | 1802년 8월 3일(76세)    | 헤센카셀의 빌헬미나와 결혼, 자녀 없음.                         |
|      | 프로이센의 아우구스트 페르디난트                  | 1730년 5월 23일  | 1813년 5월 2일(82세)    | 브란덴부르크슈베트 후작 영애 엘리자베트 루이제와 결혼, 5남 2녀 |